# El rei del joc
 El rei del joc  (The Cincinnati Kid) és una pel·lícula estatunidenca dirigida per Norman Jewison el 1965 i doblada al català.

## Argument[2]
Eric Stoner, anomenat el Kid de Cincinnati (Steve McQueen), és un as del pòquer a Nova Orleans. Shooter (Karl Malden), el seu empresari, contacta un organitzador de tornejos, Slade (Rip Torn) per organitzar una trobada d'alt nivell entre el Kid i el vell Lancey Howard (Edward G. Robinsson), un mestre incontestat i reconegut del pòquer.
Lancey Howard s'esgota amb partides interminables i el Kid està a punt de guanyar el torneig, amb la complicitat de Shooter que reparteix les cartes. No acceptant vèncer fent trampes, el Kid fa fora Shooter i el fa reemplaçar.

## Repartiment
- Steve McQueen: Eric Stoner, el Kid
- Edward G. Robinsson: Lancey Howard
- Tuesday Weld: Christiane Rudd
- Ann-Margret: Melba Nyle William
- Karl Malden: El malabarista (the Shooter)
- Rip Torn: William Jefferson Slade
- Cab Calloway: Yeller
- Joan Blondell: Lady Fingers
- Jack Weston: «Pig»
- Jeff Corey: Hoban
- Theo Marcuse: Felix
- Milton Selzer: Doc Sokal
- Ron Soble: Danny
- Karl Swenson: M. Rudd
- Émile Genest
- Irene Tedrow: Sra. Rudd
- Midge Ware: Alice Lee Slade
- Dub Taylor: el donant

## Al voltant de la pel·lícula
- La pel·lícula havia estat confiada a Sam Peckinpah i el paper femení principal era per Sharon Tate. Però Peckinpah va optar pel blanc i negre, contra l'opinió del productor Martin Ransohoff i, sobretot, va improvisar escenes eròtiques no previstes en el guió, per la qual cosa va ser despatxat ràpidament. Un nou director, Norman Jewison, va refer el rodatge des de zero i va canviar una part del repartiment.
- Spencer Tracy va refusar el paper de Lancey Howard malgrat la insistència de Steve McQueen.

## Nominacions
- 1966. Globus d'Or a la millor actriu secundària per Joan Blondell

## Banda original
La música va ser composta per Lalo Schifrin, que va proporcionar una banda sonora melòdica amb influències del jazz, en què l'harmònica té un paper protagonista. A la pel·lícula apareix música del grup The Preservation Hall Jazz Band, amb Emma Barrett cantant i tocant el piano. Els crèdits del final són interpretats per Ray Charles.